# Мыс (Николоторжское сельское поселение)
Мыс — деревня в Кирилловском районе Вологодской области.
Входит в состав Николоторжского сельского поселения, с точки зрения административно-территориального деления — в Николо-Торжский сельсовет.
Расстояние по автодороге до районного центра Кириллова — 36 км, до центра муниципального образования Никольского Торжка — 11 км. Ближайшие населённые пункты — Рожево, Славянка, Большой Дор.
По данным переписи в 2002 году постоянного населения не было.